# Joël Teitelbaum
Pour les articles homonymes, voir Teitelbaum.
Joël Teitelbaum, né le 13 janvier 1887 à Máramarossziget et décédé le 19 août 1979 à New York,, était un grand-rabbin hassidique hongrois, fondateur de la dynastie hassidique de Satmar.

## Biographie

### Famille
Son père est le célèbre rabbin Chananiah Yom Tov Lipa Teitelbaum, l'auteur de Kedushas Yom Tov. Sa mère, Chana, est la fille du rabbin Yoel Ashkenazi de Zlochov (Zloczow).
Au mois de février 1904, juste avant ses 17 ans, il épouse Chava, la fille du rabbin Avraham Chaim Horowitz, un descendant de la dynastie hassidique de Ropshitz. Elle meurt avant la Seconde Guerre mondiale.

### Carrière
À l'âge de 17 ans, il accepte sa première nomination comme rabbin. Pour le reste de sa vie, sa priorité est d'établir des yeshivot.
Le 29 mars 1925, il devient le rabbin de Carei (en hongrois: Nagykároly, en allemand: Grosskarol/Großkarl), une ville dans le județ de Satu Mare, au Nord-Ouest de la Roumanie, près de la frontière avec la Hongrie, en Transylvanie.
Le 27 février 1934, il devient le rabbin de Satmar (Satu Mare), jusqu'en 1939.
En 1937, il est nommé au comité exécutif du bureau central des communautés orthodoxes de Transylvanie. Fin 1937, la politique antisémite d’Octavian Goga s’intensifie ; Joël Teitelbaum se réfugie en Tchécoslovaquie, abandonnant sa communauté qui le priait de rester, et ne revient que lorsque le roi renverse le gouvernement. Il s’oppose à la formation des brigades de défense juives.
Il prend des positions antisionistes et interdit à ses fidèles d’émigrer en Palestine.

## Seconde Guerre mondiale
Susan Gal témoigne que son père fut chargé par les responsables du mouvement sioniste de Budapest de prévenir les Juifs du ghetto de Satmar des dangers qu’ils couraient, et de les encourager à fuir en Roumanie ou en Palestine. Pour cela le rabbin Teitelbaum l’excommunie (ou le bannit).
Le 27 avril 1944, les autorités donnent trois jours aux Juifs de Satmar pour aller dans un ghetto. Les proches de Joël Teitelbaum élaborent des plans pour qu’il aille à Cluj, qu’il refuse si ces plans demandent qu’il contrevienne à sa foi, comme de couper sa barbe. Il est finalement transporté dans une ambulance de la Croix-Rouge avec sa femme et des amis.
Durant la Seconde Guerre mondiale, Joël Teitelbaum, son épouse Chava, et son assistant (shamash) le rabbin Yoseph Ashkenazi se réfugient à Kolozsvár (Cluj). En juin 1944, il monte à bord du train de Kastner (organisé par le comité d'aide et de sauvetage sioniste) avec 1 683 autres Juifs à destination de la Suisse. Le train est détourné vers le camp de Bergen-Belsen, où ces Juifs restent quatre mois, les négociations entre l'émissaire d'Adolf Eichmann et Kastner continuant, jusqu'à ce que le train soit effectivement autorisé à partir pour la Suisse. Le 7 décembre 1944, il atteint la frontière suisse avec sa cour.

### Après-guerre
Il émigre en Israël en 1946 malgré ses prises de position antérieures.
Lorsque Rudolf Kastner poursuit en diffamation Malchiel Gruenwald et se retrouve accusé de collaboration avec Eichmann, il refuse de témoigner en sa faveur, de la même façon qu’il a toujours refusé de faire quoi que ce soit pour les personnes l’ayant aidé, ce que son biographe Menachem Keren-Kratz juge cohérent avec l’ensemble des lâchetés, marques d’égoïsme et contradictions entre ses paroles et ses actes tout au long de la Seconde Guerre mondiale.

### Aux États-Unis
Il se réfugie plus tard aux États-Unis, où il s'installe à Brooklyn. Il fonde une communauté à Williamsburg qui attire de nombreux juifs hassidiques. Il fonde le congrès rabbinique central des États-Unis et du Canada en 1954, rassemblant des rabbins antisionistes.
Son dernier ouvrage Al hagueoula veal hatemoura, développe un fort antisionisme : il accuse les sionistes de provoquer les Arabes et d'être responsables d'un grand nombre de victimes juives. En effet, depuis la destruction du second temple, la politique rabbinique se préoccupe avant tout d'empêcher le sang de couler. Il écrit aussi que si les rabbins, autrefois hostiles au sionisme, s'y sont ralliés, c'est qu'ils sont corrompus.

## Œuvres
- Vayoel Moshe (1958)
- Al HaGeulah VeAl HaTemurah (1967)
- Divrei Yoel
- Hidushei Torah MHR"I Teitelbaum

## Aphorismes
- Comment un juif peut-il s'asseoir à la table du Seder à Pesach sans avoir d'abord étudié le livre Gevuros Hashem du Maharal de Prague[16]?
- Un homme vient à la recherche d'un gendre à la yechiva, et demande au Rebbe qu'il soit un grand érudit. Le Rebbe lui répond: "Vous cherchez comme un ver de terre dans une flamme"[17].
- Lorsque le Satmar Rebbe se préparait à quitter Israël pour les États-Unis, Reuven Margolis lui dit: "Comme vous partez, où puis-je aller pour une "berachah" (bénédiction)?" Le Rebbe lui répondit: "Allez dans n'importe quelle shtiebel (oratoire hassidique) et demandez au premier juif que vous voyez mettant ses tefillin sur les chiffres de camp de concentration sur son bras."[18]